# داريوس ساندرز
داريوس ساندرز (بالإنجليزية: Darius Sanders)‏ هو لاعب كرة قدم أمريكية أمريكي، ولد في 25 سبتمبر 1983.